# Mayer Amschel de Rothschild
Nathaniel de Rothschild (Londres, Inglaterra, 29 de junio de 1818 - ibídem, 6 de febrero de 1874) fue un político y banquero miembro de la familia Rothschild.